# 火力 (軍事)
軍事における火力（かりょく、fire power）は、戦闘時の主要な能力の1つであり、狭義には銃や大砲といった火器やロケット弾などの威力を指すが、広義には離れた場所から敵を加害する能力全般を指す。

## 概要
火力は、狭義には銃器やミサイルといった火薬類を用いた兵器による加害力や破壊力を指すが、広義には戦闘部隊が敵との距離を保ったまま有効な加害能力全般を指す。

### 狭義の火力
2つの部隊の火力は相対化、比較することが可能であり、例えば艦艇に備わっている火砲の数量に着目することによって、敵対する艦隊の火力を比較することができる。ただし、陸上戦力の火力を測定する問題はより複雑であり、使用されている武器の種類が異なっているだけでなく、それぞれの武器の比率も異なっているためである。火力がもたらす基本的な効果は射殺（fire kill）と制圧（suppression）の2つがある。つまり、火力は敵を目標に対して物的な損害を与え、また、相手の戦闘行動を心理的に妨げることができる。このような火力戦闘の行動を左右する火力の優劣を示す概念に火力優位（fire superiority）がある。火力優位は、戦闘において弾薬と火器の分量と射撃の正確性、射撃の連繋によって発揮されるある勢力の火力の優位性である。火力優位がどちらにあるかを判断するためには彼我の火力を比較から判断できる。火力の評価基準としてアメリカ軍の野戦教範105-5によれば、火力の持続率、効果範囲、破砕地域、目標の暴露と密度、他の兵器の効率との比較、直接射撃と間接射撃の区分という6つの基本的な着眼点が列挙されている。これらの火力の諸要素は、1960年代-1970年代の研究において兵器効率指標（Weapons effectiveness indexes, WEIs）と兵器単位値（Weapons unit values, WUVs）、併せてWEI-WUVと呼ばれる体系にまとめられた。また、現在では火力を戦闘結果から測定する方法が考案されており、1時間のうちに破壊できる目標の数量から計算される兵器の理論的致死性指標（Theoretical lethality index, TLI）の概念を用いて火力を研究している。

### 広義の火力
広義の火力では、大砲のように一部の兵器だけが具備する能力ではなく、あらゆる種類の潜在的に距離をおいて用いられる可能性がある物すべてが持ちえる能力と考える。この言葉が持つ概念は、戦闘行動の結果として十分またはそれ以上の圧倒的な力を行使して、敵戦力を滅ぼすか、継戦能力を奪うという点で、現代戦における主要な原則の1つだと考えられる。
長い間、火力は1対1の近接戦闘といった目前の争いの場では距離を用いた攻撃的な力を意味していた。
火力はたとえ敵が人数で優っても丹念に打ち取る、または戦闘継続の意欲を失わせ、射程のように敵戦力を外側に押し止めるのに用いられ、結局はより大きな火力を投射できる側がより劣る側を降伏させられる。
火力は、銃砲での発射速度といった概念とは異なる。
火力という言葉は、また、一般的に軍事力における総合的な攻撃能力を表すのに用いられる。